# لحسن أبرامي
لحسن أبرامي هو لاعب كرة قدم مغربي مواليد 31 ديسمبر 1969 ، وقد شغل منصب مدافع ب المنتخب المغربي إلى جانب عدة أندية أبرزها الوداد البيضاوي .

## إنجازاته
- الدوري المغربي
  - بطولة : 1990, 1991, 1993
- كأس العرش
  - بطولة : 1989, 1994, 1997, 2001
- دوري أبطال أفريقيا
  - بطولة : 1992
- كأس إفريقيا للأندية الفائزة بالكؤوس
  - بطولة : 2002
- الكأس الأفروآسيوية
  - بطولة : 1993
- دوري أبطال العرب
  - بطولة : 1989
- كأس السوبر العربي
  - بطولة : 1992
- كأس الاتحاد الإفريقي
  - نهائي : 1999

## روابط خارجية
- لحسن أبرامي على موقع الاتحاد الدولي (مؤرشف)  (الإنجليزية)
- لحسن أبرامي على موقع اتحاد تركيا (لاعب) (الإنجليزية)
- لحسن أبرامي على موقع قاعدة بيانات كرة القدم.إي يو (الإنجليزية)
- لحسن أبرامي على موقع ناشيونال فوتبول تيمز (الإنجليزية)
- لحسن أبرامي على موقع Soccerway.com (الإنجليزية)
- لحسن أبرامي على موقع عالم كرة القدم.نت (الإنجليزية)
- لحسن أبرامي على موقع أوليمبيديا (الإنجليزية)